# Kraft sör

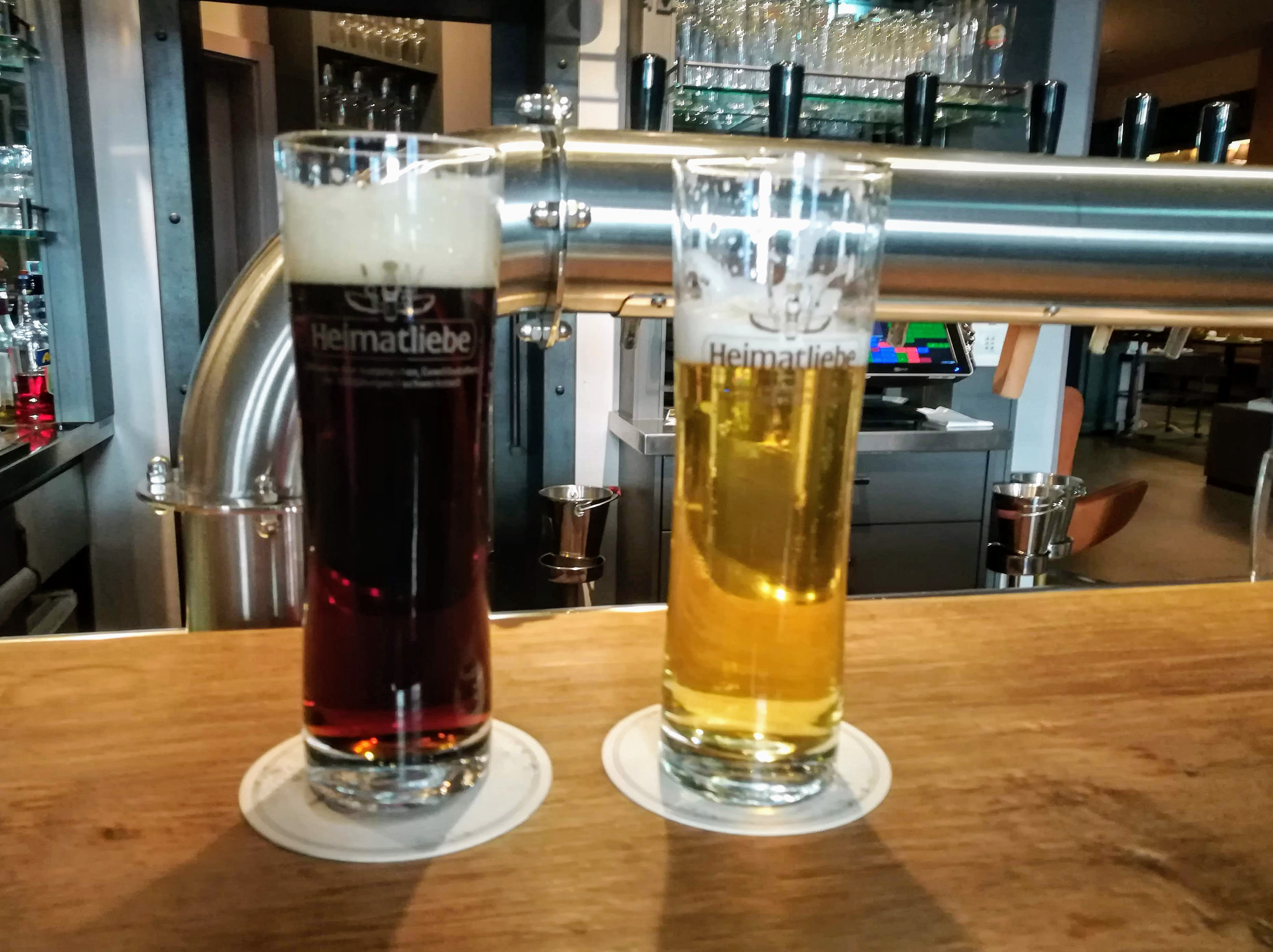
A Duderstadtban működő Heimatliebe mikrosörfőzde sörei és márkás poharai

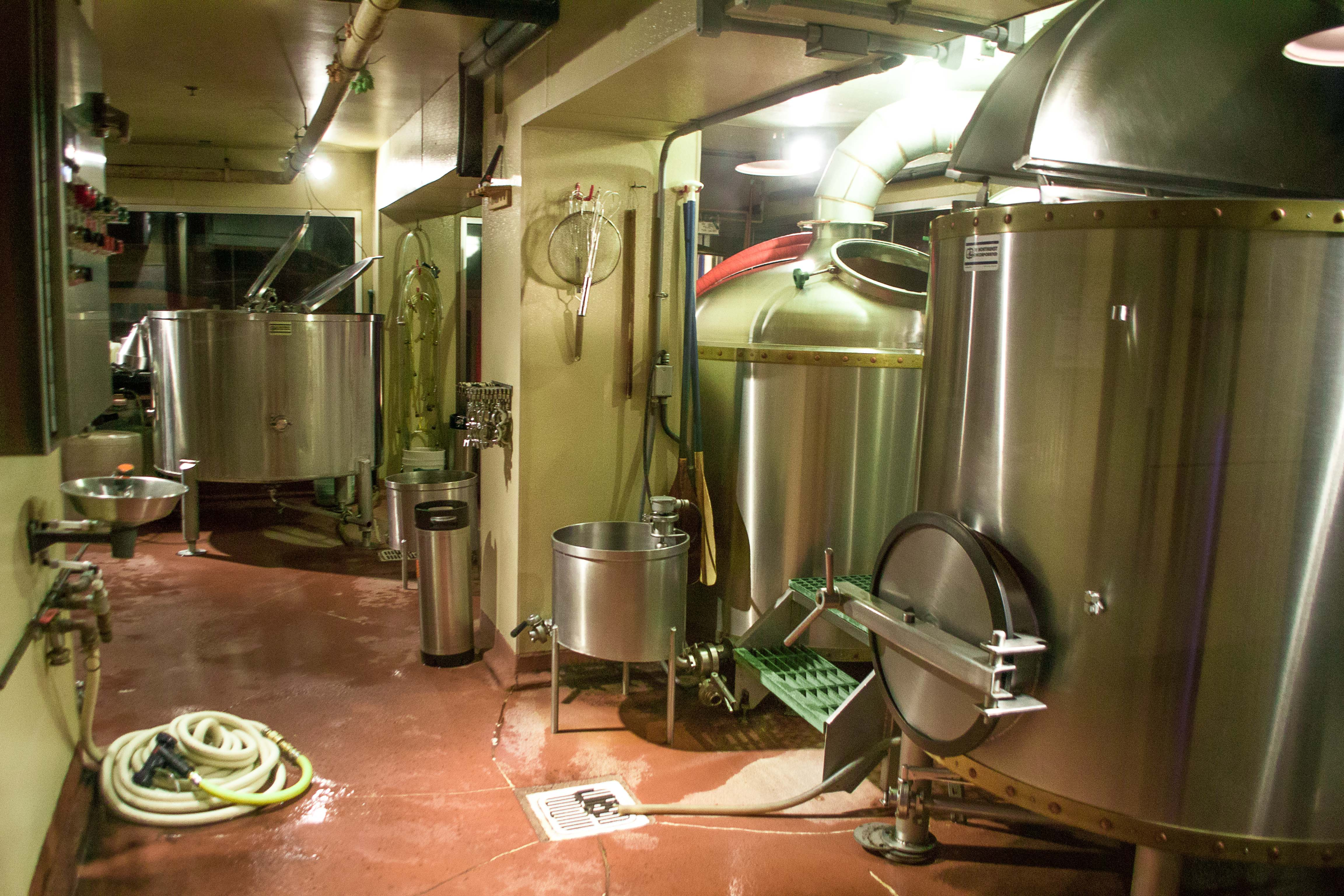
Egy kraft sörfőzde

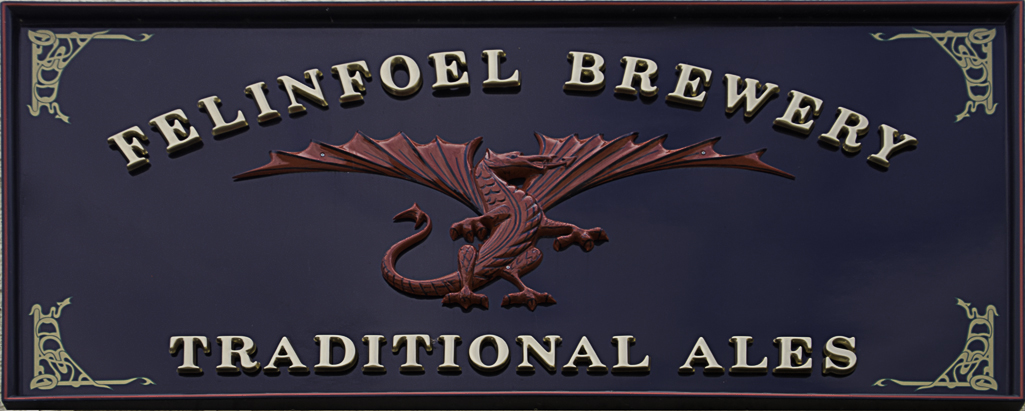
Walesi sárkány a Felinfoel Village Micro-Brewery sörösdobozán

A kraft sör olyan kézműves sör, amelyet szigorú minőségi követelmények alapján főznek.

## Fogalmi zavarok
Az értelmezést jelentősen zavaró módon a fogalmat mennyiségi kategóriaként, az évi 15 000 hordónál (1,8 millió liternél) kevesebbet termelő főzdékre, tehát a kisüzemi sör szinonimájaként is használják.
Ugyancsak zavaró a két fogalom jelentős átfedése, lévén a kraft sörök szinte kizárólag mikrosörfőzdékben készülnek. Ennek megfelelően a „kraft sörfőzés” átfogó értelemben jelöli mindazt, ami a nem nagyüzemi sörfőzésben a 20. század végi mikrosörfőzde mozgalom után történt. Ez a definíció nem konzisztens, de alapvetően olyan, viszonylag kis, önálló tulajdonú sörfőzdékre utal, amelyekben hagyományos módokon főzik a sört úgy, hogy az ízt és a minőséget hangsúlyozzák.
Általában az 1970-es évek óta létrehozott sörfőzdékre használják, de használhatják régebbiekre is. A Brewers Association (BA) (Sörfőzők Szövetsége) nevű amerikai kereskedelmi csoport definíciója szerint a kraft sörfőzde „kicsi, független és hagyományos”.
A kraft sörfőzés egzakt definíciója szerint a kraft sör a lehető legjobb alapanyagokból készül egyedi receptek alapján és kifinomult főzőtechnikákkal. Tehát a mikrosörfőzde mennyiségi, a kézműves sör és a kraft sör pedig minőségi kategória. Ezek a főzők nem a kézművességben és nem a méretekben hisznek, hanem az állandó minőségben és a fejlődésben, hozzáértésben, megújulásban.

## Jellemzői
- a kiváló alapanyagok,
- az etikus és átlátható üzleti működés.

A kraft sörök a sörgyárak termékeivel ellentétben nem feltétlenül a nagyközönséget célozzák, ezért többnyire markánsan eltérnek a "közönségsöröktől". Ezek a sörök rendkívül sokfélék, receptjeik hosszú kísérletezés eredményei. Gyakori, hogy egyik-másik nem mindenkinek ízlik, csak a sörivók egy szűk csoportjának. Így például van közöttüK:
- sajttortás sör,
- sós karamellás sör,
- uborkás-tonikos sör stb.[1]

Eképpen a kratf sörfőzdék marketingstratégiája eltér a nagy, tömegtermelő sörgyárakétól. Olyan termékeket ajánlanak, amelyek minőségükkel és sokféleségükkel versenyeznek, nem alacsony áraikkal és tömeges reklámmal. Befolyásuk lényegesen nagyobb, mint a piaci részesedésük, ami például az Egyesült Királyságban csak 2 százalék.
Russ Phillips, a Canned!: Artwork of the Modern American Beer Can Dobozolva! A modern amerikai sörösdoboz művészete című, 2014-ben megjelent könyv szerzője szerint a sörösdobozokba töltés a kraft sörfőzdék körében megduplázódott 2012 után, és már 500 cég használt dobozt. A dobozokat korábban a nagy gyárakkal azonosították, de számos okból a kraft gyártók közt is elterjedt: a sörösdoboz gyorsabban hűl, nem éri benne minőségrontó fény a sört, könnyebben szállítható és raktározható, ráadásul a dobozok nagyobb reklámfelületet kínálnak.
Az ohioi Cincinnati-beli Rhinegeist kraft főzde egyik képviselője 2014 júniusában arról beszélt: idejétmúlt az a felfogás, hogy az üvegből jobb a sör íze, mint a dobozból, mivel a legtöbb alumíniumdoboz olyan polimerbevonatot kap, ami nem engedi, hogy a sört érintkezzen a fémmel. Mivel a közvetlenül a dobozból ivott sörnek mégis lehet fémes íze, a legtöbb kraft gyártó azt ajánlja, hogy a dobozos sört pohárba töltve igyák. A BA becslése szerint 2014 júniusában a kraft sörök 3%-át dobozban, 60%-át üvegben adták el, a többit pedig hordóból.

## Története
A hagyományos kézműves sörfőzés már évezredek óta létezett Európában, de a mikrosörfőzdék mozgalma az Egyesült Királyságból indult el az 1970-es években. A mozgalom fokozatosan terjedt és az egyes főzdék is növelték termelésüket.
Az Egyesült Államokban a díjnyertes főző K. Florian Klemp azt írta 2008-ban, hogy a kraft sör mozgalom 1965-ben éledt fel, amikor Fritz Maytag 1965-ben megvásárolta az Anchor Brewing Company nevű főzdét San Franciscóban és megmentette a bezárástól. A kraft sörfőzés 1979 után felvirágzott, miután Jimmy Carter elnök deregulálta a sörpiacot. Ugyanebben az időszakban sokan otthon kezdtek el sört főzni, végül egyesek kereskedelmi mennyiségben is. Inspirációért az Egyesült Királyságban, Németországban és Belgiumban több évszázados hagyományú kézműves sör- és cask ale-készítéshez nyúlhattak vissza.

### Magyarországon
A minőségi sörfőzés elkötelezett hívei 2016 nyarán alakították meg a Kraft Sör Egyesületet. Egyúttal levédették a „kraft sör” kifejezést. A fogalmak átfedésének markáns jeleként több főzde egyszerre tagja a Kisüzemi Sörfőzdék Egyesületének és a Kraft Sör Egyesületnek.
A Kraft Sör Egyesület tagjai 2022-ben:
- Armando_otocha,
- Balkezes,
- Hara’Punk,
- Hedon,
- Hoptop,
- Horizont,
- Mad Scientist,
- Monyo,
- Rothbeer,
- Uradalmi.[12]

### Érdekesség
Új-Zélandon a kraft sört és a mikrofőzdéket okolták, amikor 2012-ben 15 millió literrel csökkentek az alkoholeladások, mivel sok fogyasztó átszokott a drágább minőségi sörökre.